# Zaragoza
Zaragoza, glavni grad Aragonije, smještena je u plodnoj ravnici uz obale Ebra. U gradu su dvije lijepe katedrale: Bazilika Gospe od Pilara i Katedrala Spasitelja te sjedište drevnog i još i danas vrlo aktivnog sveučilišta. Ima puno mostova na rijeci.

## Sport
Njezin gradski nogometni klub zove se C.F. Real de Zaragoza te trenutno igra u prvoj španjolskoj ligi (La Liga BBVA). Rukometni se klub zove Caja Aragon de Zaragoza i igra u ligi ASOBALCAI. Saragossa nastupa u Liga Española de Baloncesto na stadionu koji ima kapacitet od 14,012 gledatelja i navijača, a zove se Felipe Principe. Trenira ih José Luis Abós.

## Poznate osobe
- sveti Vinko iz Zaragoze
- Angel Lafita (nogometaš)

## Vanjske poveznice
|  | Zajednički poslužitelj ima stranicu o temi Zaragoza |